# Eutelia histrio
Eutelia histrio är en fjärilsart som beskrevs av Saalmüller 1880. Eutelia histrio ingår i släktet Eutelia och familjen nattflyn. Inga underarter finns listade i Catalogue of Life.